# 妖獣戦記
『妖獣戦記』（ようじゅうせんき）シリーズは、1993年よりディーオーから発売されたアダルトゲームである。三部作で、ジャンルはウォー・シミュレーション。アダルトゲームであるが、骨太のシリアスなストーリーを与えられた作品である。1993年よりPC-9801用、FM-TOWNS用として発売され、1997年にWindowsに移植。また、2006年からは原画・システムを刷新したリメイク版が発売されている。
- オリジナル版
  - 『妖獣戦記 -A.D.2048-』
  - 『続妖獣戦記 -砂塵の黙示録-』（ぞくようじゅうせんき すなのもくしろく）
  - 『妖獣戦記2 -黎明の戦士たち-』（ようじゅうせんき2 れいめいのせんしたち）
- リメイク版
  - 『妖獣戦記 A.D.2048 〜真・説・序・章〜』
  - 『続妖獣戦記  〜真説・砂塵の黙示録〜』

## ストーリー
最終核戦争「The Third」によって荒廃した大地。かろうじて生き残り、復興を目指す人々の前に、異形の怪物「妖獣」が現れる。リークした生物兵器の遺伝子と残留放射能から生まれたそれは、人間を捕らえ媒体として繁殖する、人類の天敵だった。
A.D.2048、最大の拠点ソフィアポリスにまで迫った妖獣に対し、人類は最後の切り札である人間ベースの女性兵士「バイオソルジャー」を投入。対妖獣特殊警察「ASSP（Anti Strange beast Special Police)」を組織して迎え撃つ。

## ゲームシステム
ターン制の戦術級ウォー・シミュレーションゲーム。プレイヤーはASSP実戦部隊の隊長となり、隊員であるバイオソルジャーを指揮して妖獣と戦う。各ユニットが1ターンにつき移動+攻撃を1回だけできる、シンプルなシステムである。各隊員は武器や能力が全員異なり、また武器と妖獣の装甲タイプにも相性が設定されている。隊員は戦闘経験を積み妖獣を倒すことでレベルが上がっていく。
『続妖獣戦記 -砂塵の黙示録-』（以下「続」）では、各ユニットに2パターンの兵装が用意され、出撃前に選択する事ができる。第二兵装にすると防具も変わり、攻撃力や射程だけでなく、防御力や移動力も大きく増減する。この作品から「射線」の概念が設定され、味方ユニットを飛び越して敵を射撃することはできなくなった。そのため戦術が大きく変更されることとなった。なお、初作のリメイク版である「妖獣戦記 A.D.2048 〜真・説・序・章〜」では、オリジナルの初作とは異なり、「射線」の概念が設定されているので、プレイする際は注意が必要である。 
『妖獣戦記2 -黎明の戦士たち-』（以下「2」）では、第二兵装のルールは廃止され、かわりに各ユニット毎に精神力のゲージがたまっている時だけ使える「特殊技」が追加されている。
ボス妖獣（祖体妖獣）との戦闘時には、襲われている女性被害者のCGが入る。このシーンは、いわゆる触手系である。これとは別に、レベルが一定以上に上がった隊員を「休暇」に誘う事ができ、ベッドシーンが用意されている（どれだけレベルを上げれば休暇に誘えるかは、キャラクターによって異なる）。イェーガー記念空港の作戦後、隊員のレベルが一定以上に達していると霧原長官との休暇イベントが発生する。休暇中は作戦中には見られない女性らしい側面が見られる。CGは部分的にアニメーションする。
「続」までは隊員より妖獣被害者のCGの方が多いが、「2」では隊員のCGの比率が上がり、「休暇」もレベル制ではなくストーリーの進行に沿って展開される。

## オリジナル版
シナリオ・原画は広崎悠意。全三作。戦闘画面はトップビュー。

### 妖獣戦記 -A.D.2048-
シリーズ第一作。対妖獣特殊警察ASSPと、ソフィアポリスに侵入した妖獣との戦いを描く。舞台は病院、空港、学校の三ヶ所。
3つの舞台で、それぞれがさらに3つのマップで構成される。ミッションは基本的に敵を全滅させるのが目的となっている。
- 1993年9月 PC-9801版発売。
- 1993年12月 CD-ROM版（PC-9821/FM-TOWNSハイブリッド）発売。
- 1994年4月 X68000版発売。
- 1997年3月 Windows95版発売。

### 続妖獣戦記 -砂塵の黙示録-
シリーズ第二作。全ての妖獣を統制している「拠点」の存在を突き止めたASSPは、反攻作戦「妖獣掃討作戦」を発動。巨大母艦ランドキャリアで荒野へ出撃する。
前作の直接の続編。ステージ数が大きく増えている他、新たに第二兵装のシステムが加わった。使うには一定のレベルに達している必要があるが、前作のセーブデータからレベルを引き継げる他、練習ミッションでレベルを上げられるようになっている。また射線の概念が加わえられており、障害物越しに狙撃する事ができなくなったため難易度は上がっている。敵全滅だけではなく「特定の場所へ辿り着く」などが目的のミッションも加えられた。
- 1993年12月 PC-9801版発売。
- 1994年2月 CD-ROM版（PC-9821/FM-TOWNSハイブリッド）発売。
- 1997年7月 Windows95版発売。

### 妖獣戦記2 -黎明の戦士たち-
完結編。妖獣掃討作戦から10ヶ月後。「拠点」を失って弱体化したはずの妖獣が復活した。それぞれが平和な生活を送っていたASSPに、再び命令が下される。戦闘はマップクリア形式のシミュレーションで行う。プレイヤーはASSPの隊長として戦闘の指揮を取る。隊員がボス級の敵に遭遇すると、幼獣に襲われた少女たちのアニメーションとなる。マップの間に展開するイベントでは、幼獣にまつわる謎を秘めた物語や、隊員たちとの心と体の両面での交流が語られる。
前2作と比べて、ステージ数、画像とも大幅にボリュームアップしている。戦闘メンバーはストーリー進行に伴い大きく変わる。終盤バイオソルジャーを待ち受ける過酷な運命が明らかになる。
- 1995年11月 PC-9801版発売。
- 1995年12月 CD-ROM版（PC-9821/FM-TOWNSハイブリッド）発売。
- 1998年3月 Windows95版発売。

「2」の新システム「特殊技」には、以下のものがある。
掃射複数の敵に一気にダメージを与える。
連射1ターンで2回発砲する。
狙撃急所を狙い撃って大ダメージを与える。
再動移動→攻撃の後、もう一度移動ができる。
奥義剣の一撃で大ダメージを与える。冴子専用。
全方位攻撃ソードを振り回して、隣接する敵全てを攻撃する。シリウス専用。
回復隣接する味方の体力を回復する。

## リメイク版
原画はさえき北都。戦闘画面はクォータービューに変更になっている。
「2」のリメイクは行われていない。

### 妖獣戦記 A.D.2048 〜真・説・序・章〜
2006年2月 Windows版発売。

### 続妖獣戦記  〜真説・砂塵の黙示録〜
2006年10月 Windows版発売。

## キャラクター
音声はCD-ROM版にて追加された。声優名はシリーズ最終作の「2」でのもの。無印および「続」は非公開。

### ASSP実戦部隊
隊長（主人公）
プレイヤーキャラクターで、実戦部隊では唯一の男性。民間人の学者だったが、妖獣を心理面から探る研究が評価され、ASSPに抜擢された。戦場ではユニット「指揮車」として登場する。小説版「妖獣戦記2」では「浅香裕一郎」という名前がついている。
- 特殊技 - 回復

アルファ(声：吉田美保)
実戦配備第一号のバイオソルジャーで、他のバイオソルジャーにとっては姉ともいえる存在。指揮ユニットとして作成され、高いレベルでバランスの取れた能力を持つ。霧原長官とは親友。
- 第一兵装 - TF-1 ライフル
- 第二兵装 - GL-6 オートグレネーダー
- 特殊技 - 狙撃

マリエ(声：篠原あけみ)
バランス重視の、万能タイプバイオソルジャー。しかし精神的に弱く、人間とほとんど同じでありながら人間ではない自分の存在に悩んでいる。ミサとは同じ遺伝子から作られた双子の関係。
- 第一兵装 - DFS-40G サブマシンガン
- 第二兵装 - MF-225 バトルライフル
- 特殊技 - 掃射

ミサ(声：中沢みどり)
近接戦闘タイプのバイオソルジャー。マリエの双子の姉にあたる。タイプの違いからマリエとは反対のやや荒っぽい性格付けがなされており、その結果、戦士としても安定した精神力をもつ。移動力が最も高い。
- 第一兵装 - K-247F 自動拳銃
- 第二兵装 - 単分子カッター
- 特殊技 - 連射

天城 冴子 (あまぎ さえこ)(声：佐久間純子)
銃ではなく、高周波ブレードを武器とする。もとはASSPに救出された妖獣の被害者。バイオソルジャーではない通常の人間だが、卓越したカンと剣技で、妖獣を圧倒する。攻撃力は高いが、人間ゆえの耐久力の低さが難点。
- 第一兵装 - 高周波ブレード
- 第二兵装 - 単分子カッター
- 特殊技 - 奥義

ハルカ(声：渡辺美佐)
遊撃戦を得意とする、バランス型のバイオソルジャー。体格的に大柄のため、ソリッドシューターの運用も任される。戦場では猛々しいが、料理をしたりの一面も。
- 第一兵装 - A301L3 ショットガン
- 第二兵装 - FS-558 ソリッドシューター
- 特殊技 - 連射

ミカコ(声：武政弘子)
アルファに続く指揮ユニットとして作成されたバイオソルジャー。真面目な性格で潜在能力も高いが、実戦経験はまだ不足。中距離戦ユニットとして活躍する。時折、予言めいた発言をする。
- 第一兵装 - MT-216 アサルトライフル
- 第二兵装 - TF-27 スナイパーライフル
- 特殊技 - 掃射

アユミ(声：高橋美紀)
天真爛漫な性格のバイオソルジャー。ミサ、冴子と並んでスピードに優れる。あまり深く考える事がないようだが、それが幸いしてか精神安定度は高い。マスコット的存在のムードメーカー。最終的に生存したバイオソルジャーの中では最も長命であった。
- 第一兵装 - MT-002 リボルバー
- 第二兵装 - A301L3 ショットガン
- 特殊技 - 再動、狙撃

MV-11/ミユキ(声：麻見順子)
装甲強化服MV-11を使用する特殊バイオソルジャー。常人では精神が崩壊する「思考操作制御システム」で操縦するため、精神安定度と情報処理能力が高められている。MV-11着用が前提であり、生身の戦闘力は人間と変わらない。
- 第一兵装 - ウェポンザック・マイクロバルカン
- 第二兵装 - 7.62mm LMG
- 特殊技 - 掃射

PBS06Bリゲル(声：岩坪理江)
「2」に登場。感情を無くす事で戦闘力を高めた新型バイオソルジャー、「オメガタイプ」の一人。MV-11の発展型であるMV-16装甲服を使用する。
- 第一兵装 - ウェポンザック・マイクロバルカン
- 特殊技 - 掃射

PBS04Mシリウス(声：川上とも子)
「2」に登場。「オメガタイプ」の一人。冴子の実績に着目して造られた、剣を武器とするバイオソルジャー。冴子のものより大型の、高周波ソードを使用する。
- 第一兵装 - 高周波ソード
- 特殊技 - 全方位攻撃

### その他
霧原 麗子 (きりはら れいこ)(声：真柴摩利)
ASSP司令長官。ASSP設立の立役者であり、若いながらに対妖獣戦の第一人者。バイオソルジャーが何であるかを理解した上で、人間として扱う。
曽我部 香織 (そがべ かおり)(声：折笠愛)
ファクトリーの技術者で、バイオソルジャー開発主任。バイオソルジャーは純粋に兵器であるべきという哲学を持ち、霧原と対立する。霧原殉職後はASSPの指揮を執った。
ベータ(声：引田有美)
「続」で登場。アルファと同時期に作られたバイオソルジャー。試験運用中に妖獣の襲撃を受け、行方不明となる。
倉橋 ひとみ（くらはし ひとみ)(声：川崎恵理子)
「2」で登場。ASSPの後方支援要員の一人。隊長を慕っていたが、妖獣に襲われてしまう。
メアリ(声：石桃子)
「2」で登場。ASSPの後方支援要員の一人。奔放な性格で、隊長を事ある毎に誘惑する。

## 小説版
- 『妖獣戦記 砂塵の黙示録』石川潤一、KKベストセラーズ、1995年、ISBN 978-4584153253

イラストは広崎悠意。「続」の内容にオリジナル要素を加えた作品。
- 『妖獣戦記2 黎明の戦士達 前編』岡役卓、KKベストセラーズ、1996年、ISBN 978-4584153291
- 『妖獣戦記2 黎明の戦士達 後編』岡役卓、KKベストセラーズ、1996年、ISBN 978-4584153307

イラストはみづの剣士。後編の巻末には、広崎悠意によるオリジナルエピローグも収録。